# Ameze Miyabe
Ameze Miyabe (japanska: 宮部愛芽世 ), född 12 oktober 2001 i Amagasaki, Japan är en volleybollspelare (vänsterspiker). Hon spelar för Japans damlandslag i volleyboll och för laget Tokai Mermaids. 
Hon tog guld med landslaget vid asiatiska U18-mästerskapet 2017 och U20-VM 2019. Miyabe spelade med landslaget under  VM 2022. Hennes syster Airi Miaybe spelar även hon i landslaget.